# Ram Aur Shyam
Ram Aur Shyam (tłum. "Ram i Shyam") to bollywoodzki komediodramat filmowy z 1967 roku z Dilip Kumarem w podwójnej roli. W filmie grają też Pran, Waheeda Rehman i Mumtaz, a muzykę skomponował Naushad, autor muzyki do Mughal-e-Azam.
Temat pochodzi z opowieści Aleksandra Dumasa "Korsykańscy bracia" – historii rozdzielonych od urodzenia bliźniaków wychowanych w innych środowiskach. W pewnym momencie dochodzi do zamiany ich losów. Film ten stał się inspiracją do wielu remake'ów w kinie indyjskim – Seeta Aur Geeta (bliźniaczki zagrała Hema Malini) w 1972, Chaalbaaz (ze Sridevi) w 1989 i Kishen Kanhaiya (z Anil Kapoorem) w 1990 roku.

## Obsada
- Dilip Kumar – Ram / Shyam
- Waheeda Rehman – Anjana
- Mumtaz – Shanta
- Baby Farida – Kuku
- Laxmi Chhaya
- Leela Mishra – Ganga Mausi (jako Leela Misra)
- Zebunissa – mama Gajendry
- Nirupa Roy – żona Gajendry
- Kanhaiyalal – Munimji
- Nasir Hussain – tata Anjany  (jako Nazir Hussain)
- Sajjan (aktor) – Inspektor policji
- Mukri – Murlidhar
- Pran – Gajendra

## Muzyka i piosenki
Twórca muzyki jest Naushad, autor muzyki do Mughal-e-Azam. Film zawiera piosenki:
- Aaj Ki Raat Mere
- Aayee Hai Baharen
- Dheere Dheere Bol
- Main Hoon Saqi
- Main Kab Tumse
- O Balam Tere Pyar Ki